# Wigry Suwałki
Suwalski Klub Sportowy Wigry Suwałki – polski piłkarski klub sportowy założony w 1947 roku w Suwałkach. Barwy klubu to biało-niebieskie. 8 czerwca 2014 roku Wigry Suwałki po raz pierwszy w swojej historii awansowały do I ligi. W sezonie 2024/2025 występuje w III lidze (grupie 1).
Dawniej w Wigrach poza piłką nożną działało osiem innych sekcji sportowych, w których klub osiągał sukcesy głównie na szczeblu regionalnym. Mimo to, niektórzy zawodnicy występowali w reprezentacji Polski w swoich dyscyplinach. Zawodnicy hokeja na trawie, którzy zdołali reprezentować kraj to: Tomasz Bacewicz, Dariusz Bolesta, Jacek Chrzanowski, Grzegorz Dziadkowski, Andrzej Kaszkiel, Artur Nowacki, Bogdan Pawłowski i Marek Sowulewski. W reprezentacji piłki ręcznej wystąpili Wojciech Baranowski, Krzysztof Szargiej oraz Stanisław Wiszowaty. Natomiast Ewa Darlukiewicz, Dorota Jańczuk-Bogusz, Beata Skibicka, Małgorzata Wołyniec-Majka oraz Ryszard Kaczyński i Krzysztof Olszewski wystąpili w siatkarskich reprezentacjach Polski.

## Inne sekcje
Mimo iż obecnie Wigry Suwałki są klubem wyłącznie piłkarskim, w swojej wieloletniej historii posiadały wiele innych sekcji sportowych, m.in.: boksu, brydża sportowego, hokeja na trawie, narciarstwa, piłki ręcznej kobiet i mężczyzn, piłki siatkowej kobiet i mężczyzn, strzelectwa sportowego i tenisa stołowego.
Sekcja tenisa stołowego w strukturach Wigier istniała przez 11 lat, od 1965 roku do 1976 roku. Według byłych zawodników sekcji, rozwiązanie jej nastąpiło m.in. z braku większych sukcesów drużyny. W późniejszych latach sekcję dwukrotnie próbowano reaktywować (w 1974 i 1976 roku), próby te jednak nie zakończyły się sukcesem.
Sekcje strzelecką oraz narciarską otwarto w 1974 roku. Strzelectwo klubowi zostało przekazane przez Ligę Obrony Kraju, która przedtem kierowała tym sportem w Suwałkach. Zawodnicy sekcji strzeleckiej odnosili sukcesy na szczeblu wojewódzkim, medalistami zostali: Wiesława Letkiewicz, Alina Regucka, Mirosław Litwiniuk, Adam Tabak, Adam Wądołowski. Sekcja trwała dwa lata i została rozwiązana jesienią 1976 roku. Sekcja narciarstwa nizinnego przekazana Wigrom została przez Ludowe Zespoły Sportowe. Na wniosek ówczesnego kierownika sekcji Józefa Jasionowskiego nosiła ona nazwę „KS Wigry Sekcja Narciarska w Dowspudzie”. Działalność zawieszono w 1980 roku ze względu na brak szkoleniowców.
Sekcję bokserską otwarto w 1974 roku. Pierwszym kierownikiem został Antoni Żuk, zaś naborem kandydatów zajmował się Jan Sawicki. Brak profesjonalnego trenera, warunków oraz funduszy na zgrupowania i większą liczbę walk spowodowały zawieszenie działalności sekcji po kilku latach istnienia. W tym czasie w Wigrach pojawiło się kilku utalentowanych zawodników, m.in. Marek Galiński i Romuald Turonek, jednakże nie zdobyli oni większych sukcesów. Sekcję reaktywowano w 1988 roku i działała ona do 1994 roku. Był to okres największych sukcesów suwalskiego pięściarstwa, zawodnicy Wigier zdobywali medale i tytuły mistrzów okręgu. Najzdolniejszym pięściarzem suwalskiego klubu w tamtym czasie był Arkadiusz Kuś, który poza mistrzostwami okręgu odnotowywał także sukcesy na arenie ogólnopolskiej: brąz i srebro w juniorskich mistrzostwach Polski oraz zwycięstwa w turnieju O Puchar Mistrzów Olimpijskich.
Sekcję brydża sportowego otwarto w 1983 roku i grała w białostockiej klasie okręgowej. Kierownikiem drużyny był Ryszard Hajdak. Sekcję tę zamknięto w roku 1984.
Sekcję hokeja na trawie otwarto w 1986 roku. Drużyny które grały pod szyldem Wigier były to zespoły młodzieżowe i juniorskie. Jednym z największych sukcesów suwalskiej sekcji było zdobycie tytułu mistrza Polski w halowej odmianie hokeja na trawie w 1989 roku. Dobra postawa młodej suwalskiej drużyny zaowocowała epizodami niektórych zawodników w reprezentacji Polski. Sekcję rozwiązano w 1992 roku ze względu na problemy finansowe klubu. Jednak po krótkiej przerwie w rozgrywkach, trener tamtej drużyny – Roman Twerdyk, założył nowy zespół kontynuujący tradycje tamtej drużyny pod nazwą „UKS Orły”. Klub ten rozgrywa swoje mecze do tej pory i nazywa się Orły Suwałki.

## Historia
W 1946 roku przy 57. Pułku Piechoty powstał klub WKS Suwałki (Wojskowy Klub Sportowy Suwałki). Drużyna ta, zajęła trzecie miejsce w finale mistrzostw okręgu białostockiego (drugi stopień rozgrywek ligowych w Polsce). Rok później, zespół przyjął nazwę WKS Wigry Suwałki – tę datę dzisiaj przyjmuje się za oficjalne utworzenie klubu. Drużyna pod nowym szyldem wywalczyła drugie miejsce w A Klasie mistrzostw okręgu białostockiego (drugi stopień rozgrywek ligowych). Rok później zajęła miejsce czwarte i nie wywalczyła awansu ani do I ligi ani do startującej od przyszłego sezonu II ligi. Tym samym w kolejnym sezonie (1949) zespół grał dalej w A Klasie mistrzostw okręgu białostockiego, ale która stanowiła już trzeci stopień rozgrywek ligowych. Zespół zajął w tamtym sezonie czwarte miejsce.
Lata sześćdziesiąte XX w. to dla Wigier okres w którym były średniakiem ligi okręgowej (z początku III stopnia rozgrywek w kraju, od sezonu 1966/67 IV stopnia rozgrywek w kraju). Suwalczanie notowali miejsca najczęściej poza podium ligowej klasyfikacji. Lepsze wyniki zaczęli osiągać dopiero pod koniec dekady, kiedy to dwukrotnie zwyciężyli w finale szczebla wojewódzkiego Pucharu Polski i zajęli drugie miejsce w lidze. Były zawodnik Wigier, Ryszard Sawicki w monografii z okazji 60-lecia klubu za brak satysfakcjonujących wyników w tamtym czasie obarczył działaczy klubu. Uważał, iż w klubie podejmowano zbyt dużo decyzji politycznych. Za niesłuszną uznał strategię obraną przez Wigry, która bazowała na połączeniu grupy suwalczan z zawodnikami odbywającymi w Suwałkach służbę wojskową. Według niego, za mało troski wykazywano wobec suwalczan.
Lata sześćdziesiąte to również okres pojawienia się w klubie utalentowanych zawodników. Największym z nich był Zbigniew Kwaśniewski – jeden z symboli Wigier. Wychowanek suwalskiego klubu słynął głównie z nienagannej techniki. Kwaśniewski po czterech sezonach spędzonych w Wigrach, przeniósł się do trzecioligowego Włókniarza Białystok, później do pierwszoligowej Gwardii Warszawa, a następnie do Odry Opole, gdzie był podopiecznym Antoniego Piechniczka. Selekcjoner kadry pozytywnie się o nim wypowiadał. Jego zdaniem, gdyby Kwaśniewski urodził się w większym mieście niż Suwałki i wcześniej wszedł na najwyższy piłkarski poziom, to zrobiłby bardziej owocną karierę i byłby czołową postacią w reprezentacji Polski. Pomimo tego, suwalczanin wystąpił w dwóch spotkaniach reprezentacji Polski. Innym zawodnikiem z którym Kwaśniewski występował we Włókniarzu Białystok, a wcześniej grał z nim w Wigrach był Ryszard Karalus. O obliczu suwalskiego zespołu w udanych wojewódzkich rozgrywkach PP stanowili: najlepszy suwalski strzelec Tadeusz Siejewicz oraz strzelający bramki w ważnych meczach Józef Eleksin.
W roku 196, swój epizod w barwach Wigier zaliczył utytułowany piłkarz Henryk Apostel, który zdobył m.in. mistrzostwo Polski (z Polonią Bytom w 1962 r.), Puchar Polski (z Legią Warszawa w 1964 r.) oraz debiut w reprezentacji kraju (w 1962 r.). Do suwalskiej jednostki wojskowej został zesłany z Legii Warszawa za karę. W barwach suwalskiego klubu wystąpił w kilku meczach.
Lata siedemdziesiąte XX w. uchodzą za najbardziej sprzyjające Wigrom. Klub wtedy się rozwijał, a na polskich boiskach został zapamiętany z ambitnych meczów w Pucharze Polski. Do Suwałk przyjeżdżały wtedy pierwszoligowe kluby Legia Warszawa i Gwardia Warszawa, czy drugoligowe: Zawisza Bydgoszcz, Motor Lublin, Ursus Warszawa i Górnik Wałbrzych.
25 czerwca 2022 roku zarząd klubu poinformował, że z przyczyn finansowych Wigry zrezygnował z występów w rozgrywkach II ligi, w związku z czym przystąpił on w sezonie 2022/2023 do IV ligi, gr. podlaskiej.

## Kadra

### Numery zastrzeżone
| Nr | Poz. | Piłkarz      |
| -- | ---- | ------------ |
| 7  | PO   | Rafał Trocki |

## Sztab szkoleniowy
| Funkcja                               | Imię i nazwisko        |
| ------------------------------------- | ---------------------- |
| Trener                                | Grzegorz Mokry         |
| Asystent trenera                      | Donatas Vencevičius    |
| Asystent trenera                      | Arkadiusz Szczerbowski |
| Trener bramkarzy                      | Karol Salik            |
| Kierownik drużyny                     | Zbigniew Kowalewski    |
| Trener ds. przygotowania motorycznego | Adam Pomian            |
| Fizjoterapeuta                        | Daniel Terlecki        |
| Fizjoterapeuta                        | Rimas Lewkiewicz       |

## Barwy, herb i przydomki
Najpopularniejszym przydomkiem Wigier jest „biało-niebiescy”, pochodzący od barw noszonych przez suwalskich piłkarzy.
Wigry posiadają barwy biało-niebieskie. Najprawdopodobniej pochodzą one od kolorystyki krajobrazu regionu z którego pochodzi klub – biel i odcienie błękitu nawiązują do licznych rzek i jezior (przede wszystkim największego – Wigry) znajdujących się na Suwalszczyźnie.
Herb Wigier ma kształt niebieskiego koła z białą, szeroką obwódką. Na niej znajduje się napis Suwalski Klub Sportowy „Wigry”, oraz rok założenia klubu – 1947. Na tle niebieskiego koła znajdują się trzy ciemnoniebieskie falujące pasy, oznaczające rzeki oraz dwa białe żagle. Trzy rzeki są nawiązaniem do trzech suwalskich rzek z herbu powiatu suwalskiego, żagle zaś do jeziora Wigry, tytularnego symbolu regionu z którego pochodzi klub. Na tle powyższych elementów, znajduje się wyrazista, granatowa litera „W” – inicjał nazwy klubu.
Najnowsza wersja herbu została zmieniona o napisy znajdujące się wokół głównego motywu. Dotychczasowy „Suwalski Klub Sportowy Wigry” zastąpiono „KS Wigry • Suwałki”. Data odnosząca się do roku założenia klubu, pozostała bez zmian.

## Kibice i rywale
Wigry są klubem który posiada kibiców jedynie w regionie. Największa ich liczba znajduje się w samych Suwałkach oraz pobliskich miejscowościach, między innymi: Olecko, Przebród, Szypliszki, Filipów, Jeleniewo, Stary Folwark, Nowa Wieś, Krzywe, Sobolewo, Mała Huta, Poddubówek, Tartak. Zorganizowane grupy kibicowskie, które działały na przestrzeni lat to „Vis Maior '99", "Blue Boys '22" i „Lucyfers '04"
Kibice suwalskich Wigier przyjaźnią się z kibicami Granicy Kętrzyn. Główni rywale Wigier nie zmieniali się na przestrzeni lat, są to kluby z regionu m.in.: Jagiellonia Białystok, ŁKS 1926 Łomża, Sparta Augustów i Mazur Ełk.

## Stadion Miejski w Suwałkach

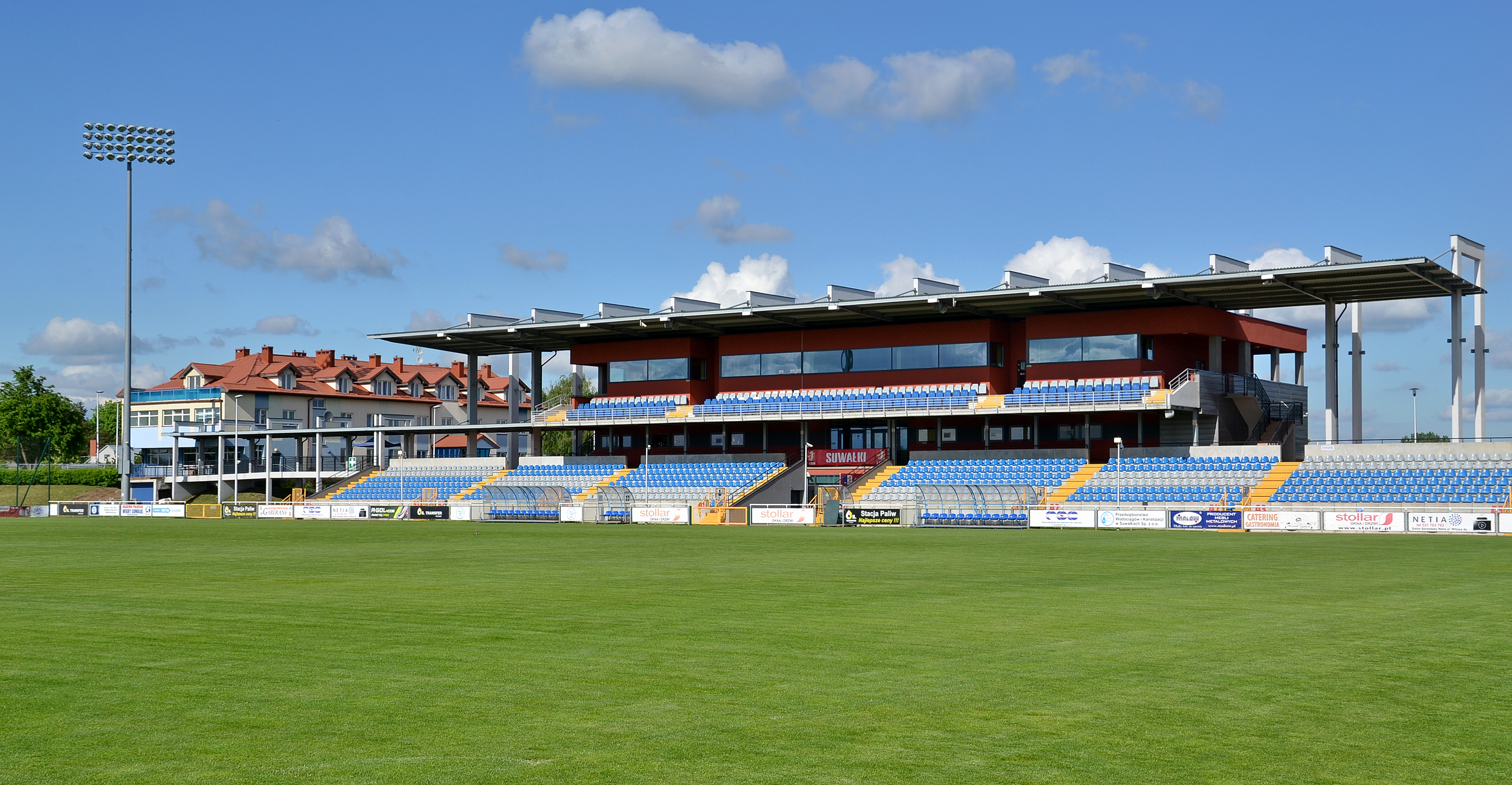
Stadion Miejski w Suwałkach

- Nazwa: Stadion Miejski w Suwałkach[16]
- Adres: ul. Zarzecze 26
- Pojemność: 2910 (wszystkie miejsca siedzące)
- Trybuna gości: 160 miejsc
- Trybuna kryta: 910 miejsc
- Oświetlenie: 1200 luksów
- Boisko: 105 × 68 m

Stadion może pomieścić 2910 osób (wszystkie miejsca siedzące) w tym 200 miejsc VIP i 160 miejsc dla gości. Nowy stadion został oddany w 2011 roku a jego koszt budowy wyniósł ponad 23 mln zł. W ramach modernizacji zamontowano podgrzewaną murawę, telebim, oraz cztery trzydziestometrowe słupy oświetleniowe, a od strony ulicy Zarzecze powstała zadaszona trybuna mogąca pomieścić około tysiąca widzów. Budynek znajdujący się za nową trybuną przejął wszystkie funkcje starej siedziby klubu, która została przekształcona w hotel. Na początku września 2012 roku został oddany do użytkowania sektor gości który posiada 160 miejsc siedzących, trybuna została umiejscowiona w koronie stadionu, nieopodal sektora IV, czyli kibicowskiego „młyna”.

## Trenerzy
Na początku drużyną kierowali najbardziej doświadczeni zawodnicy. Później trenerami zostawali zawodnicy którzy kończyli karierę, m.in. Roman Dziedziech i Zdzisław Wierżajtys. Pierwszym profesjonalnym trenerem był sprowadzony z Gorzowa Wielkopolskiego Tadeusz Sieja.
|    | Okres urzędowania                                                                            | Imię i nazwisko        |
| -- | -------------------------------------------------------------------------------------------- | ---------------------- |
| 1  | Sezon 1971–1972                                                                              | Tadeusz Sieja          |
| 2  | Sezon 1972–1973                                                                              | brak danych o trenerze |
| 3  | Sezon 1973–1974                                                                              | brak danych o trenerze |
| 4  | Sezon 1974–1975                                                                              | brak danych o trenerze |
| 5  | Sezon 1975–1976 (mistrzostwa okręgu + 1-3. kolejka eliminacji o awans do II ligi)            | Bogusław Malec         |
| 6  | Sezon 1975–1976 (4-6. kolejka eliminacji o awans do II ligi) Sezon 1976–1977 (1-22. kolejka) | Józef Polkowski        |
| 7  | Sezon 1976–1977 (23-26. kolejka) Sezon 1977–1978 (1-9. kolejka)                              | Krzysztof Bedyński     |
| 8  | Sezon 1977–1978 (10-26. kolejka) Sezon 1978–1979                                             | Józef Polkowski        |
| 9  | Sezon 1979–1980 Sezon 1980–1981                                                              | Janusz Michalczyk      |
| 10 | Sezon 1981–1982 (1-11. kolejka)                                                              | Jerzy Szaławiga        |
| 11 | Sezon 1981–1982 (12-26. kolejka) Sezon 1982–1983 (1-16. kolejka)                             | Józef Polkowski        |
| 12 | Sezon 1982–1983 (17-26. kolejka) Sezon 1983–1984 (1-6. kolejka)                              | Kazimierz Lewandowski  |
| 13 | Sezon 1983–1984 (7-13. kolejka)                                                              | Wiesław Rykaczewski    |
| 14 | Sezon 1983–1984 (14-26. kolejka) Sezon 1984–1985 (1-13. kolejka)                             | Grzegorz Szerszenowicz |
| 15 | Sezon 1984–1985 (14-26. kolejka)                                                             | Zbigniew Serafin       |
| 16 | Sezon 1985–1986 Sezon 1986–1987 (1-23. kolejka)                                              | Emil Gleń              |
| 17 | Sezon 1986–1987 (24-26. kolejka)                                                             | Wiesław Rykaczewski    |
| 18 | Sezon 1987–1988 Sezon 1988−1989 Sezon 1989–1990 (1-18. kolejka)                              | Stefan Liszewski       |
| 19 | Sezon 1989–1990 (19-36. kolejka)                                                             | Janusz Michalczyk      |
| 20 | Sezon 1990–1991                                                                              | Józef Kawałko          |
| 21 | Sezon 1991–1992 Sezon 1992–1993 (1-6. kolejka)                                               | Stefan Liszewski       |
| 22 | Sezon 1992–1993 (7-30. kolejka) Sezon 1993−1994                                              | Henryk Śliwiński       |
| 23 | Sezon 1994–1995 (1-15. kolejka)                                                              | Anatolij Kozłow        |
| 24 | Sezon 1994–1995 (16-30. kolejka)                                                             | Wiesław Rykaczewski    |
| 25 | Sezon 1995–1996 (1-29. kolejka)                                                              | Wojciech Niedźwiedzki  |
| 26 | Sezon 1995–1996 (30. kolejka)                                                                | Czesław Niewiarowski   |
| 27 | Sezon 1996–1997 Sezon 1997–1998                                                              | Grzegorz Szerszenowicz |
| 28 | Sezon 1998−1999                                                                              | Stefan Liszewski       |
| 29 | Sezon 1999–2000 (1-24. kolejka)                                                              | Henryk Śliwiński       |
| 30 | Sezon 1999–2000 (25-34. kolejka)                                                             | Romuald Wiszniewski    |
| 31 | Sezon 2000–2001                                                                              | Stefan Liszewski       |
| 32 | Sezon 2001–2002                                                                              | Jan Złomańczuk         |
| 33 | Sezon 2002–2003 (1-8. kolejka)                                                               | Henryk Śliwiński       |
| 34 | Sezon 2002–2003 (9-11. kolejka)                                                              | Jacek Machiński        |
| 35 | Sezon 2002–2003 (12-15. kolejka)                                                             | Henryk Leonowicz       |
| 36 | Sezon 2002–2003 (16-30. kolejka)                                                             | Stefan Liszewski       |
| 37 | Sezon 2003–2004                                                                              | Grzegorz Szerszenowicz |
| 38 | Sezon 2004–2005 Sezon 2005−2006 (1-9. kolejka)                                               | Marian Geszke          |
| 39 | Sezon 2005−2006 (10-28. kolejka) Sezon 2006–2007 (1-15. kolejka)                             | Zbigniew Kieżun        |
| 40 | Sezon 2006–2007 (16-30. kolejka)                                                             | Piotr Stokowiec        |
| 41 | Sezon 2007–2008 Sezon 2008–2009 Sezon 2009–2010                                              | Zbigniew Kaczmarek     |
| 42 | Sezon 2010–2011 (1-30. kolejka)                                                              | Marek Witkowski        |
| 43 | Sezon 2010–2011 (31-34. kolejka) Sezon 2011–2012                                             | Donatas Vencevičius    |
| 44 | Sezon 2015–2016 Sezon 2016–2017                                                              | Dominik Nowak          |
| 45 | Sezon 2017–2018                                                                              | Artur Skowronek        |
| 46 | Sezon 2018–2019 (od 12 czerwca 2018)                                                         | Kamil Socha            |
| 47 | Sezon 2018–2019 (od 5 listopada 2018)                                                        | Ariel Jakubowski       |
| 48 | Sezon 2018–2019 (od 9 kwietnia 2019)                                                         | Mirosław Smyła         |
| 49 | Sezon 2019–2020                                                                              | Adam Fedoruk           |

- Tabela zawiera trenerów zespołu od sezonu 1971–1972, kiedy to został zatrudniony pierwszy profesjonalny szkoleniowiec.
- Tabela nie zawiera trenerów z trzech sezonów (1972-73; 1973-74; 1974-75) kiedy to zespół grał w czwartej klasie rozgrywkowej.

## Prezesi
Obecnie funkcję prezesa pełni Dariusz Mazur po tym, jak  zmarł dotychczasowy prezes Grzegorz Wołągiewicz, który pełnił to stanowisko od grudnia 2005 roku.
|   | Imię i nazwisko     |    | Imię i nazwisko      |
| - | ------------------- | -- | -------------------- |
| 1 | Piotr Neska         | 10 | Stanisław Janowski   |
| 2 | Damazy Walicki      | 11 | Wojciech Malinowski  |
| 3 | Marian Dąbrowski    | 12 | Stefan Dojnikowski   |
| 4 | Roman Racz          | 13 | Jacek Kruchelski     |
| 5 | Stanisław Pawłowski | 14 | Andrzej Jurewicz     |
| 6 | Eugeniusz Szoch     | 15 | Ryszard Truszkowski  |
| 7 | Tadeusz Kościuk     | 16 | Wiktor Raczkowski    |
| 8 | Longin Rosiński     | 17 | Adam Kasprzyk        |
| 9 | Jerzy Glazer        | 18 | Grzegorz Wołągiewicz |

## Reprezentanci Polski z Wigier Suwałki

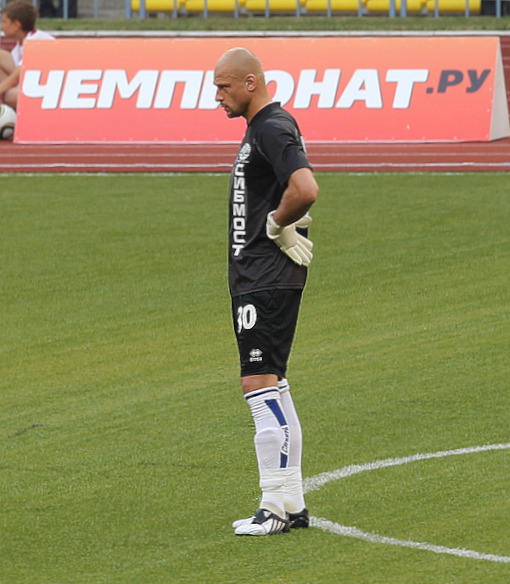
Wojciech Kowalewski

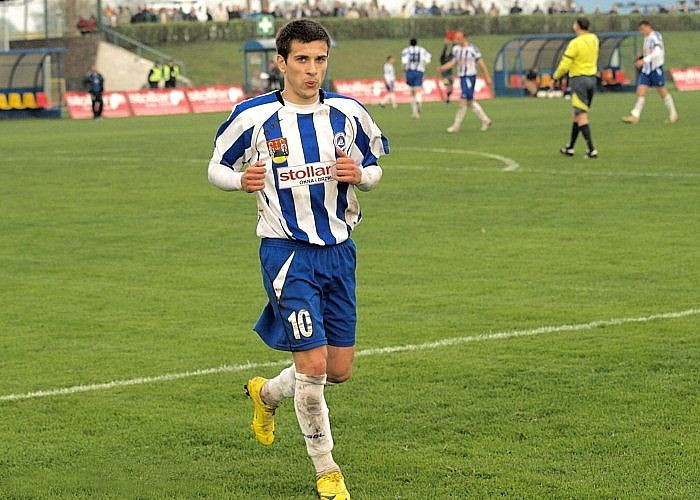
Maciej Makuszewski

| Reprezentanci Polski w Wigrach Suwałki | Reprezentanci Polski w Wigrach Suwałki | Reprezentanci Polski w Wigrach Suwałki |
| Piłkarze Wigier                        | Piłkarze Wigier                        | Piłkarze Wigier                        |
| Gracz                                  | Reprezentacja                          |                                        |
| -------------------------------------- | -------------------------------------- | -------------------------------------- |
| Patryk Małecki                         | Kadra „A”                              |                                        |
| Maciej Makuszewski                     | U-21                                   |                                        |
| Marcin Tarnowski                       | U-19                                   |                                        |
| Paweł Baranowski                       | U-19                                   |                                        |
| Andrzej Niewulis                       | U-19                                   |                                        |
| Wojciech Kowalewski                    | Kadra „A”                              |                                        |
| Jarosław Gierejkiewicz                 | Kadra „A”                              |                                        |
| Jacek Bayer                            | Kadra „A”                              |                                        |
| Zbigniew Kwaśniewski                   | Kadra „A”                              |                                        |
| Trenerzy Wigier                        |                                        |                                        |
| Gracz                                  | Reprezentacja                          |                                        |
| Zbigniew Kaczmarek                     | Kadra „A”                              |                                        |

## Rekordy klubu
| Rok  | Wynik | Przeciwnik               |
| ---- | ----- | ------------------------ |
| 1964 | 12:0  | Tur Bielsk Podlaski      |
| 1970 | 11:1  | Warmia Grajewo           |
| 1975 | 12:1  | Pogoń Łapy               |
| 1996 | 10:0  | Jagiellonia II Białystok |

| Rok  | Wynik | Przeciwnik                     |
| ---- | ----- | ------------------------------ |
| 1956 | 0:12  | Polonia Warszawa (piłka nożna) |
| 1957 | 2:9   | ŁKS Łomża                      |
| 1976 | 0:8   | AZS AWF Warszawa               |
| 2005 | 0:8   | ŁKS Łomża                      |

| Nr | Imię i nazwisko                                       | Liczba bramek |
| -- | ----------------------------------------------------- | ------------- |
| 1  | Krzysztof Grzędziński                                 | 85            |
| 2  | Henryk Śliwiński                                      | 57            |
| 3  | Wawrzyniec Kropiwnicki                                | 55            |
| 4  | Romuald Wiszniewski                                   | 54            |
| 5  | Daniel Ołowniuk*                                      | 47            |
| 6  | Kamil Szarnecki                                       | 38            |
| 7  | Krzysztof Ołowniuk                                    | 34            |
| 8  | Zbigniew Serafin                                      | 31            |
| 9  | Jarosław Bartosiak Sławomir Świstek Zbigniew Rańczuch | 26            |

| Nr | Imię i nazwisko               | Liczba występów |
| -- | ----------------------------- | --------------- |
| 1  | Jarosław Bartosiak            | 408             |
| 2  | Andrzej Spura                 | 378             |
| 3  | Wawrzyniec Kropiwnicki        | 256             |
| 4  | Zbigniew Kowalewski           | 268             |
| 5  | Henryk Śliwiński Marek Bołądź | 232             |
| 7  | Krzysztof Grzędziński         | 225             |
| 8  | Tomasz Siłkowski              | 214             |
| 9  | Romuald Wiszniewski           | 194             |
| 10 | Daniel Omilianowicz           | 188             |

## Ważne daty w historii klubu

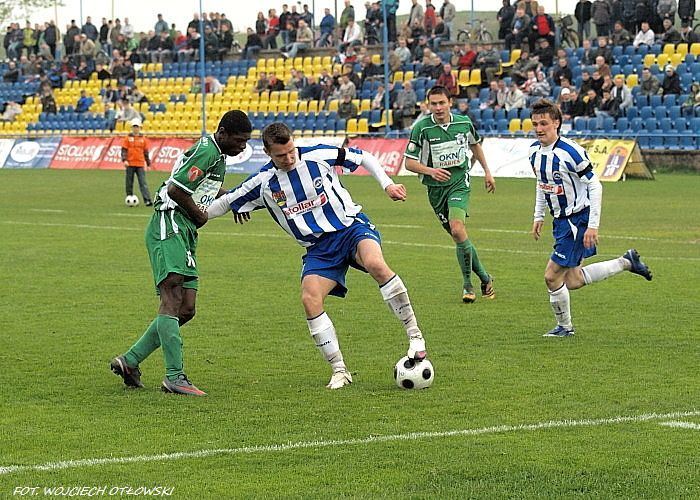
Mecz z Sokołem Aleksandrów Łódzki w sezonie 2009/10

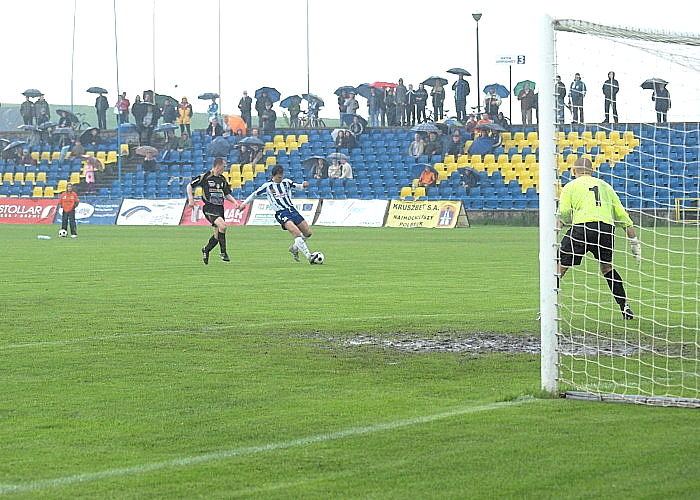
Mecz ze Stalą Rzeszów w sezonie 2009/10

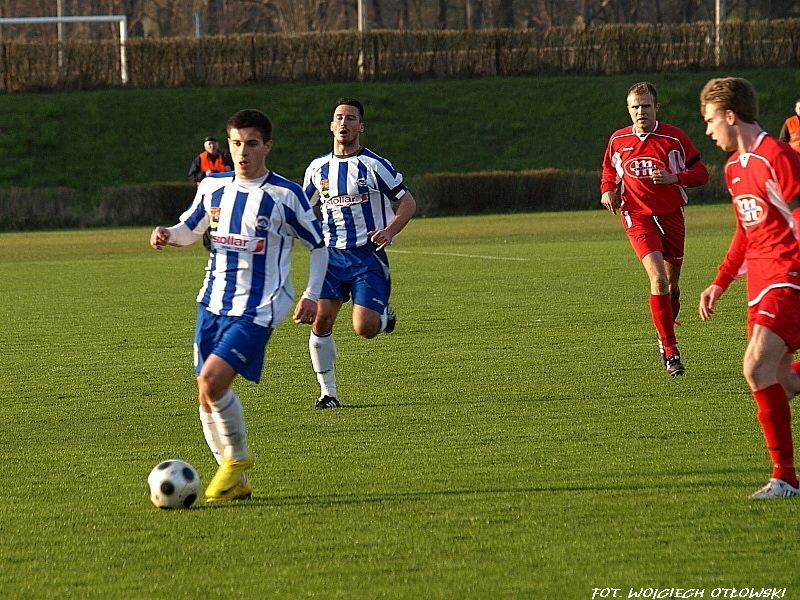
Mecz z Ruchem Wysokie Mazowieckie w sezonie 2009/10

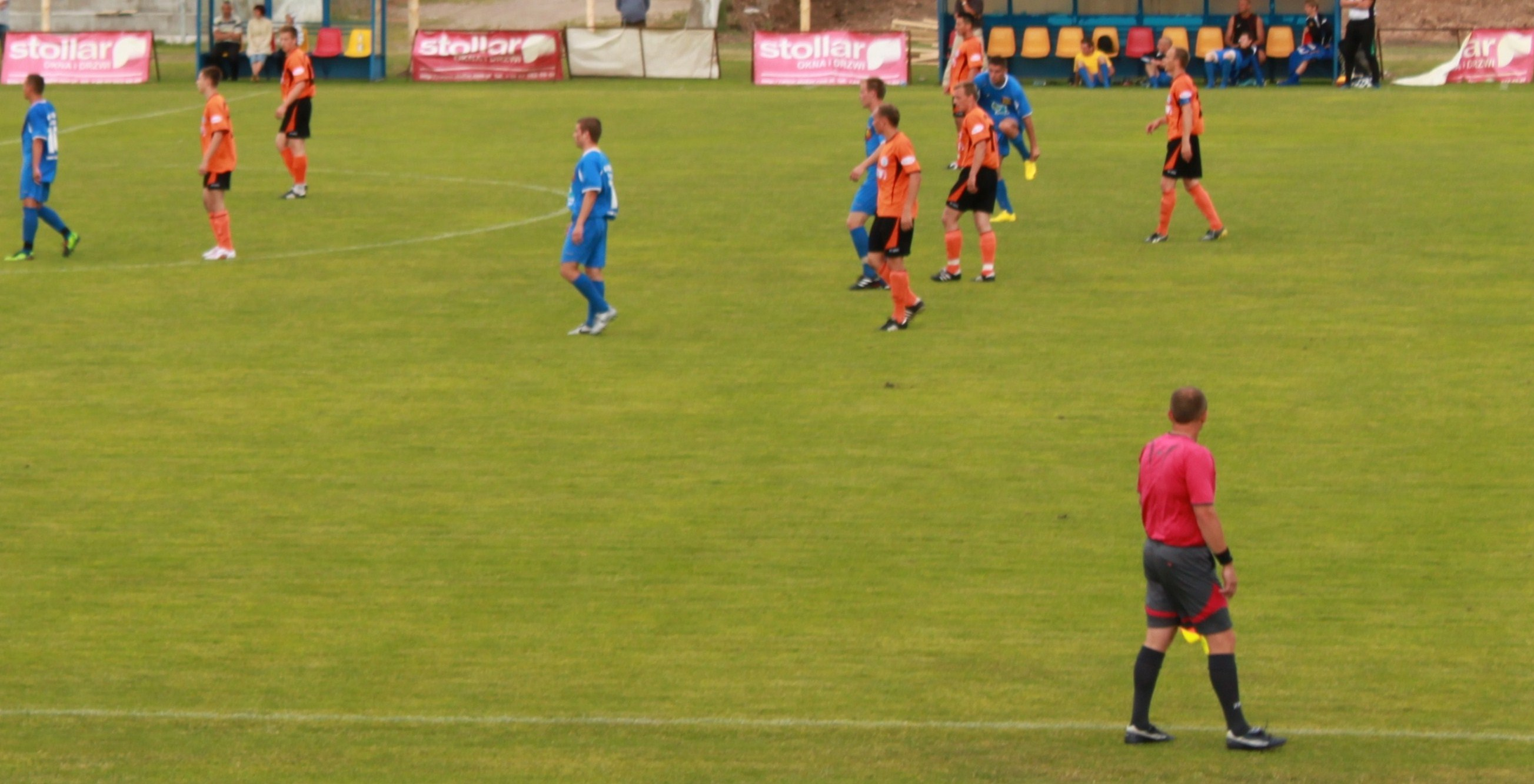
Mecz sparingowy Wigier Suwałki przeciw Sokołowi Sokółka przed sezonem 2010/2011

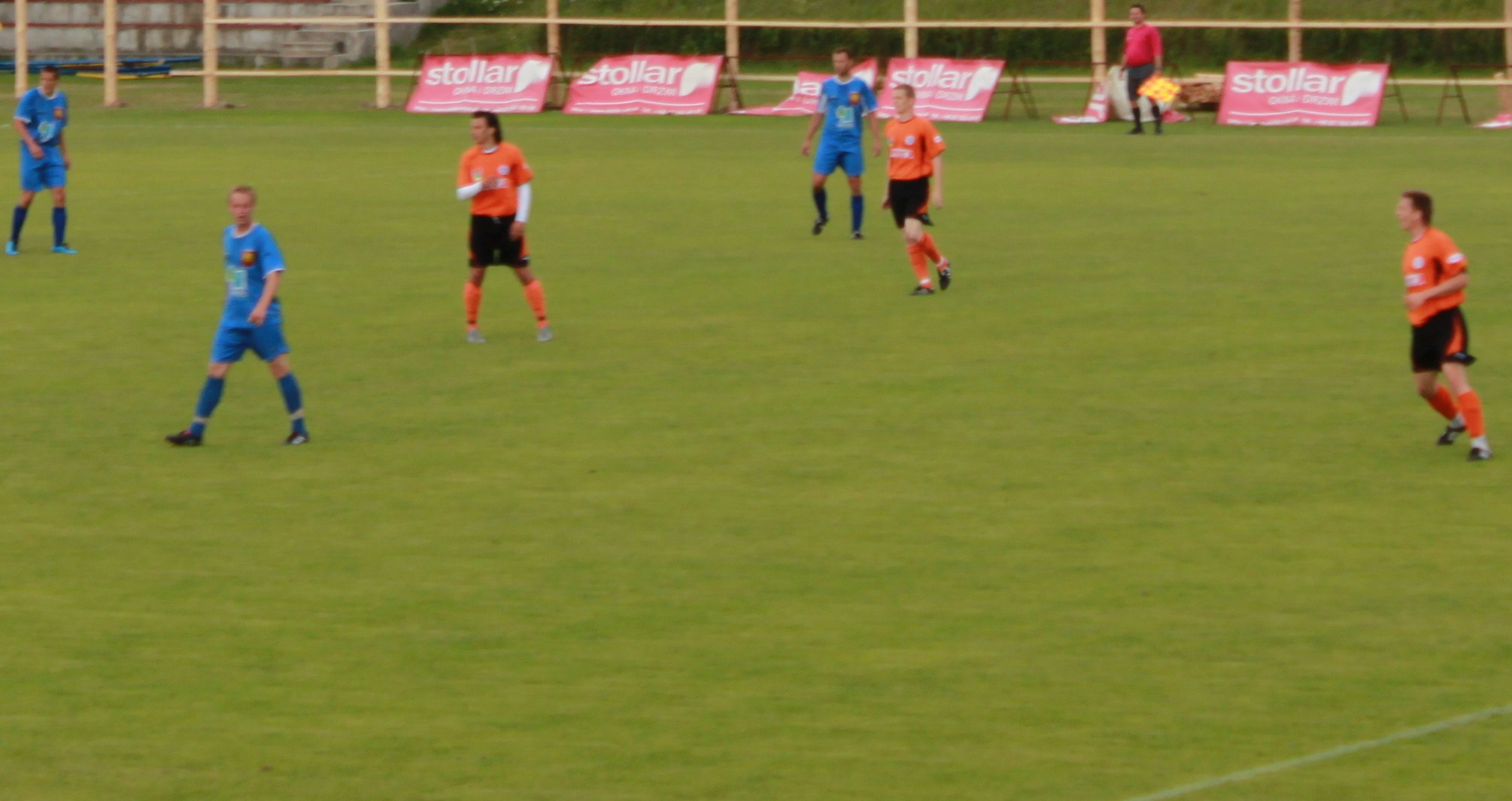
Mecz sparingowy Wigier Suwałki przeciw Sokołowi Sokółka przed sezonem 2010/2011

| \| \| |
|       |

## Rozgrywki z udziałem klubu
Historia Suwalskich Wigier składa się z balansowania między ligą III a IV, ze zdecydowaną przewagą na tę pierwszą. Klub powstał w 1947 roku. Osiem lat później suwalczanie mogli świętować pierwszy w historii awans do III ligi. W roku 1971 klub zanotował swój pierwszy spadek do niższej klasy rozgrywkowej (IV liga). Pięć lat później Wigry znów odnotowują awans do III ligi i rozgrywają baraże o II ligę z Olimpią Elbląg. Przegrywają je. Po 20 latach gry w III lidze, Wigry w roku 1996 spadają ponownie do IV ligi. Ale już w następnym sezonie po koncertowej grze całego zespołu, Wigry powracają do III ligi z pierwszego miejsca. W roku 2003 klub znów spada do IV ligi, lecz dwa sezony później klub powraca do grona III-ligowców. W roku 2008 po zreorganizowaniu klas rozgrywkowych w Polsce, Wigry awansowały do nowej II ligi (grupa wschodnia). W 2022 roku Wigry wycofały się z rozgrywek II ligi, ogłaszając, że w sezonie 2022/2023 przystąpią do rozgrywek czwartej ligi (piątego poziomu) – to najniższy poziom w historii klubu z Suwałk.
| Poziomy rozgrywkowe | Poziomy rozgrywkowe | Poziomy rozgrywkowe | Poziomy rozgrywkowe | Poziomy rozgrywkowe | Poziomy rozgrywkowe | Poziomy rozgrywkowe | Sezony, opis | Sezony, opis           | Sezony, opis | Sezony, opis | Sezony, opis | Sezony, opis  | Sezony, opis                                                           | Sezony, opis |
| I                   | II                  | III                 | IV                  | V                   | VI                  | VII                 | Sezon        | Liga                   | Poz.         | Pkt.         | Bramki       | Z/R/P         | Uwagi                                                                  | Nazwa        |
| ------------------- | ------------------- | ------------------- | ------------------- | ------------------- | ------------------- | ------------------- | ------------ | ---------------------- | ------------ | ------------ | ------------ | ------------- | ---------------------------------------------------------------------- | ------------ |
| MP                  | MO                  |                     |                     |                     |                     |                     | 1946         | Mistrzostwa Okręgu     | 1 (3)        | 11 (0)       | 20-14 (0-12) | 5/1/2 (0/0/4) | Przegrane baraże.                                                      | WKS          |
| MP                  | A                   | B                   | C                   |                     |                     |                     | 1947         | Klasa A                | 2            | 10           | 20-21        | 5/0/3         |                                                                        | WKS          |
| 1                   | A                   | B                   | C                   |                     |                     |                     | 1948         | Klasa A                | 4            | 11           | 17-17        | 5/1/4         |                                                                        | WKS Wigry    |
| 1                   | 2                   | A                   | B                   | C                   |                     |                     | 1949         | Klasa A                | 4            | 7            | 17-24        | 3/1/5         |                                                                        | WKS Wigry    |
| 1                   | 2                   | A                   | B                   | C                   |                     |                     | 1949/50      | Klasa A                | 3            | 12           | 25-19        | 5/2/3         |                                                                        | WKS Wigry    |
| 1                   | 2                   | KW                  | KP                  |                     |                     |                     | 1951         | Kl. Wojewódzka (gr.II) | (4)          | (0)          | (5-19)       | (0/0/4)       | Brak danych 2 meczów.                                                  | WKS Wigry    |
| 1                   | 2                   | 1KW                 | 2KW                 |                     |                     |                     | 1952         | I Klasa Woj. (gr.IV)   | b.d.         | b.d.         | b.d.         | b.d.          |                                                                        | WKS          |
| 1                   | 2                   | 3                   | A                   | B                   | C                   |                     | 1953         | Klasa A                | 5            | 12           | 36-30        | 6/0/8         |                                                                        | Budowlani    |
| 1                   | 2                   | 3                   | A                   | B                   | C                   |                     | 1954         | Klasa A                | 4            | 15           | 26-26        | 5/5/4         |                                                                        | Budowlani    |
| 1                   | 2                   | 3                   | A                   | B                   | C                   |                     | 1955         | Klasa A                | 1            | 37           | 83/20        | 17/3/2        |                                                                        | Wigry        |
| 1                   | 2                   | 3                   | A                   | B                   | C                   |                     | 1956         | III Liga               |              |              |              |               |                                                                        | Wigry        |
| 1                   | 2                   | 3                   | A                   | B                   | C                   |                     | 1957         | Klasa A                | 7            | 23           | 48-54        | 10/3/9        |                                                                        | Wigry        |
| 1                   | 2                   | 3                   | A                   | B                   | C                   |                     | 1958         | Klasa A                | 5            | 25           | 60-40        | 12/1/8        |                                                                        | Wigry        |
| 1                   | 2                   | O                   | A                   | B                   | C                   |                     | 1959         | Klasa Okręgowa         | 3            | 17           | 37-29        | 8/1/5         | [ 57 ]                                                                 | Wigry        |
| 1                   | 2                   | O                   | A                   | B                   | C                   |                     | 1960         | Klasa A                | 1            | 22           | 38-15        | b.d.          |                                                                        | Wigry        |
| 1                   | 2                   | O                   | A                   | B                   | C                   |                     | 1960/61      | Klasa Okręgowa         | 3            | 24           | 47-25        | 11/2/5        |                                                                        | Wigry        |
| 1                   | 2                   | O                   | A                   | B                   | C                   |                     | 1961/62      | Klasa Okręgowa         | 5            | 16           | 42-41        | 6/4/8         |                                                                        | Wigry        |
| 1                   | 2                   | O                   | A                   | B                   | C                   |                     | 1962/63      | Klasa Okręgowa         | 9            | 20           | 55-56        | 9/2/11        |                                                                        | Wigry        |
| 1                   | 2                   | O                   | A                   | B                   | C                   |                     | 1963/64      | Klasa Okręgowa         | 3            | 23           | 44-42        | 8/8/6         | [ 58 ]                                                                 | Wigry        |
| 1                   | 2                   | O                   | A                   | B                   | C                   |                     | 1964/65      | Klasa Okręgowa         | 8            | 15           | 41-35        | 6/3/9         |                                                                        | Wigry        |
| 1                   | 2                   | O                   | A                   | B                   | C                   |                     | 1965/66      | Klasa Okręgowa         | 4            | 20           | 25-25        | 8/4/6         |                                                                        | Wigry        |
| 1                   | 2                   | 3                   | O                   | A                   | B                   |                     | 1966/67      | Klasa Okręgowa         | 3            | 29           | 38-21        | 11/7/4        |                                                                        | Wigry        |
| 1                   | 2                   | 3                   | O                   | A                   | B                   |                     | 1967/68      | Klasa Okręgowa         | 4            | 23           | 27-29        | 10/3/9        |                                                                        | Wigry        |
| 1                   | 2                   | 3                   | O                   | A                   | B                   |                     | 1968/69      | Klasa Okręgowa         | 3            | 24           | 37-37        | 11/2/9        |                                                                        | Wigry        |
| 1                   | 2                   | 3                   | O                   | A                   | B                   |                     | 1969/70      | Klasa Okręgowa         | 2            | 32           | 48-19        | 13/6/3        |                                                                        | Wigry        |
| 1                   | 2                   | 3                   | O                   | A                   | B                   |                     | 1970/71      | Klasa Okręgowa         | 1            | 35           | 39-11        | 14/7/1        |                                                                        | Wigry        |
| 1                   | 2                   | 3                   | O                   | A                   | B                   |                     | 1971/72      | III Liga (gr.III)      | 15           | 20           | 21/48        | 6/8/16        |                                                                        | Wigry        |
| 1                   | 2                   | 3                   | O                   | A                   | B                   |                     | 1972/73      | Klasa Okręgowa         | 2            | 38           | 68-17        | 17/4/1        |                                                                        | Wigry        |
| 1                   | 2                   | O                   | A                   | B                   |                     |                     | 1973/74      | Klasa Okręgowa         | 2            | 35           | 48-26        | 15/5/6        |                                                                        | Wigry        |
| 1                   | 2                   | KW                  | KMP                 | KP                  |                     |                     | 1974/75      | Kl. Wojewódzka         | 3            | 30           | 42-20        | 13/4/5        |                                                                        | Wigry        |
| 1                   | 2                   | KW                  | KMP                 | KP                  |                     |                     | 1975/76      | Kl. Wojewódzka         | 1            | 38           | 62-8         | 17/4/1        | Reorganizacja ligi po sezonie.                                         | Wigry        |
| 1                   | 2                   | 3                   | A                   | B                   | C                   |                     | 1976/77      | III Liga (gr.III)      | 4            | 36           | 34-25        | 13/10/3       |                                                                        | Wigry        |
| 1                   | 2                   | 3                   | A                   | B                   | C                   |                     | 1977/78      | III Liga (gr.II)       | 5            | 29           | 36-26        | 11/7/8        |                                                                        | Wigry        |
| 1                   | 2                   | 3                   | A                   | B                   | C                   |                     | 1978/79      | III Liga (gr.II)       | 3            | 32           | 36-28        | 13/6/7        |                                                                        | Wigry        |
| 1                   | 2                   | 3                   | A                   | B                   | C                   |                     | 1979/80      | III Liga (gr.II)       | 5            | 34           | 38-21        | 13/8/7        |                                                                        | Wigry        |
| 1                   | 2                   | 3                   | O                   | A                   | B                   |                     | 1980/81      | III Liga (gr.II)       | 10           | 24           | 40-40        | 8/8/10        |                                                                        | Wigry        |
| 1                   | 2                   | 3                   | O                   | A                   | B                   |                     | 1981/82      | III Liga (gr.II)       | 13           | 16           | 21-44        | 4/8/14        |                                                                        | Wigry        |
| 1                   | 2                   | 3                   | O                   | A                   | B                   |                     | 1982/83      | III Liga (gr.III)      | 5            | 26           | 37-27        | 9/8/9         |                                                                        | Wigry        |
| 1                   | 2                   | 3                   | O                   | A                   | B                   |                     | 1983/84      | III Liga (gr.III)      | 7            | 25           | 40-41        | 11/3/12       |                                                                        | Wigry        |
| 1                   | 2                   | 3                   | O                   | A                   | B                   |                     | 1984/85      | III Liga (gr.III)      | 3            | 33           | 41-27        | 13/7/6        |                                                                        | Wigry        |
| 1                   | 2                   | 3                   | O                   | A                   | B                   |                     | 1985/86      | III Liga (gr.III)      | 4            | 33           | 45-29        | 13/7/6        |                                                                        | Wigry        |
| 1                   | 2                   | 3                   | O                   | A                   | B                   |                     | 1986/87      | III Liga (gr.III)      | 3            | 33           | 39-26        | 11(2)/9/6     |                                                                        | Wigry        |
| 1                   | 2                   | 3                   | O                   | A                   | B                   |                     | 1987/88      | III Liga (gr.III)      | 7            | 27           | 27-25        | 8(1)/11/7(1)  |                                                                        | Wigry        |
| 1                   | 2                   | 3                   | O                   | A                   | B                   |                     | 1988/89      | III Liga (gr.III)      | 5            | 30           | 27-20        | 10(3)/7/7     |                                                                        | Wigry        |
| 1                   | 2                   | 3                   | O                   | A                   | B                   |                     | 1989/90      | III Liga (gr.II)       | 15           | 25           | 33-54        | 9(2)/9/18(4)  |                                                                        | Wigry        |
| 1                   | 2                   | 3                   | O                   | A                   | B                   |                     | 1990/91      | III Liga (gr.III)      | 6            | 28           | 29-31        | 12/5/9        |                                                                        | Wigry        |
| 1                   | 2                   | 3                   | O                   | A                   | B                   |                     | 1991/92      | III Liga (gr.V)        | 5            | 32           | 47-31        | 12/8/10       |                                                                        | Wigry        |
| 1                   | 2                   | 3                   | O                   | A                   | B                   |                     | 1992/93      | III Liga (gr.IV)       | 12           | 28           | 37-42        | 9/10/11       |                                                                        | Wigry        |
| 1                   | 2                   | 3                   | O                   | A                   | B                   |                     | 1993/94      | III Liga (gr.II)       | 8            | 30           | 35-40        | 14/2/14       |                                                                        | Wigry        |
| 1                   | 2                   | 3                   | O                   | A                   | B                   |                     | 1994/95      | III Liga (gr.II)       | 12           | 25           | 26-35        | 7/11/12       |                                                                        | Wigry        |
| 1                   | 2                   | 3                   | O                   | A                   | B                   |                     | 1995/96      | III Liga (gr.II)       | 11           | 44           | 45-37        | 13/5/12       |                                                                        | Wigry        |
| 1                   | 2                   | 3                   | 4                   | O                   | A                   | B                   | 1996/97      | IV Liga (makroreg.)    | 2            | 67           | 61-21        | 21/4/5        |                                                                        | Wigry        |
| 1                   | 2                   | 3                   | 4                   | O                   | A                   | B                   | 1997/98      | III Liga (gr.VII)      | 4            | 66           | 63/47        | 21/3/10       |                                                                        | Wigry        |
| 1                   | 2                   | 3                   | 4                   | O                   | A                   | B                   | 1998/99      | III Liga (gr.IV)       | 9            | 48           | 46-57        | 14/6/14       |                                                                        | Wigry        |
| 1                   | 2                   | 3                   | 4                   | O                   | A                   | B                   | 1999/00      | III Liga (gr.I)        | 14           | 39           | 35-43        | 10/9/15       |                                                                        | Wigry        |
| 1                   | 2                   | 3                   | 4                   | O                   | A                   | B                   | 2000/01      | III Liga (gr.I)        | 14           | 51           | 47-44        | 14/9/15       |                                                                        | Wigry        |
| 1                   | 2                   | 3                   | 4                   | O                   | A                   | B                   | 2001/02      | III Liga (gr.I)        | 8            | 49           | 46-40        | 13/10/11      |                                                                        | Wigry        |
| 1                   | 2                   | 3                   | 4                   | O                   | A                   | B                   | 2002/03      | III Liga (gr.I)        | 14           | 30           | 31-43        | 8/6/16        |                                                                        | Wigry        |
| 1                   | 2                   | 3                   | 4                   | O                   | A                   | B                   | 2003/04      | IV Liga (podlaska)     | 2            | 50           | 48-19        | 14/8/2        |                                                                        | Wigry        |
| 1                   | 2                   | 3                   | 4                   | O                   | A                   | B                   | 2004/05      | IV Liga (podlaska)     | 1            | 74           | 74-19        | 24/2/4        |                                                                        | Wigry        |
| 1                   | 2                   | 3                   | 4                   | O                   | A                   | B                   | 2005/06      | III Liga (gr.I)        | 9            | 33           | 27-52        | 10/3/15       |                                                                        | Wigry        |
| 1                   | 2                   | 3                   | 4                   | O                   | A                   | B                   | 2006/07      | III Liga (gr.I)        | 12           | 34           | 35-39        | 9/7/14        |                                                                        | Wigry        |
| 1                   | 2                   | 3                   | 4                   | O                   | A                   | B                   | 2007/08      | III Liga (gr.I)        | 3            | 58           | 40-17        | 17/7/6        | Po tym sezonie zmieniono nazewnictwo poszczególnych szczebli rozgrywek | Wigry        |
| E                   | 1                   | 2                   | 3                   | 4                   | O                   | A                   | 2008/09      | II Liga (gr.wsch.)     | 9            | 53           | 41-35        | 15/8/11       |                                                                        | Wigry        |
| E                   | 1                   | 2                   | 3                   | 4                   | O                   | A                   | 2009/10      | II Liga (gr.wsch.)     | 8            | 56           | 56-34        | 15/11/8       |                                                                        | Wigry        |
| E                   | 1                   | 2                   | 3                   | 4                   | O                   | A                   | 2010/11      | II Liga (gr.wsch.)     | 12           | 41           | 38-38        | 8/17/9        |                                                                        | Wigry        |
| E                   | 1                   | 2                   | 3                   | 4                   | O                   | A                   | 2011/12      | II Liga (gr.wsch.)     | 12           | 34           | 27-33        | 9/7/14        |                                                                        | Wigry        |
| E                   | 1                   | 2                   | 3                   | 4                   | O                   | A                   | 2012/13      | II Liga (gr.wsch.)     | 10           | 39           | 36-39        | 11/6/17       |                                                                        | Wigry        |
| E                   | 1                   | 2                   | 3                   | 4                   | O                   | A                   | 2013/14      | II Liga (gr.wsch.)     | 1            | 62           | 50-31        | 17/11/6       |                                                                        | Wigry        |
| E                   | 1                   | 2                   | 3                   | 4                   | O                   | A                   | 2014/15      | I Liga                 | 9            | 47           | 36-37        | 12/11/11      |                                                                        | Wigry        |
| E                   | 1                   | 2                   | 3                   | 4                   | O                   | A                   | 2015/16      | I Liga                 | 10           | 45           | 41-35        | 12/9/13       |                                                                        | Wigry        |
| E                   | 1                   | 2                   | 3                   | 4                   | O                   | A                   | 2016/17      | I Liga                 | 9            | 52           | 51-45        | 15/7/12       |                                                                        | Wigry        |
| E                   | 1                   | 2                   | 3                   | 4                   | O                   | A                   | 2017/18      | I Liga                 | 6            | 52           | 40-37        | 15/7/12       |                                                                        | Wigry        |
| E                   | 1                   | 2                   | 3                   | 4                   | O                   | A                   | 2018/19      | I Liga                 | 15           | 37           | 40-56        | 9/10/15       |                                                                        | Wigry        |
| E                   | 1                   | 2                   | 3                   | 4                   | O                   | A                   | 2019/20      | I Liga                 | 18           | 26           | 27-57        | 7/5/22        |                                                                        | Wigry        |
| E                   | 1                   | 2                   | 3                   | 4                   | O                   | A                   | 2020/21      | II Liga                | 4            | 64           | 51-35        | 18/10/8       | Przegrane baraże o awans                                               | Wigry        |
| E                   | 1                   | 2                   | 3                   | 4                   | O                   | A                   | 2021/22      | II Liga                | 4            | 60           | 58-38        | 18/6/10       | Przegrane baraże o awans, wycofanie z ligi po sezonie                  | Wigry        |
| E                   | 1                   | 2                   | 3                   | 4                   | O                   | A                   | 2022/23      | IV Liga (podlaska)     | 4            | 72           | 95-45        | 22/6/6        |                                                                        | Wigry        |
| E                   | 1                   | 2                   | 3                   | 4                   | O                   | A                   | 2023/24      | IV Liga (podlaska)     | 1            | 93           | 159-31       | 30/3/1        |                                                                        | Wigry        |
| E                   | 1                   | 2                   | 3                   | 4                   | O                   | A                   | 2024/25      | III Liga (gr. I)       | 5            | 48           | 46-38        | 13/9/12       |                                                                        | Wigry        |

### Podsumowanie występów na 3. stopniu rozgrywek ligowych
Podsumowanie występów Wigier Suwałki dotyczy 3. stopnia rozgrywek ligowych w Polsce o charakterze wyższym niż okręgowy/wojewódzki: w sezonach 1953–1958, 1966/67–1972/73, 1976/77–2007/08 pod nazwą III liga, od sezonu 2008/09 pod nazwą II liga. Niniejsza statystyka podana jest według stanu do sezonu 2009/10 włącznie.
|               | Punkty | Bramki    | Mecze | Zw/Rem/Por  | W sezonach (liczba startów) |
| ------------- | ------ | --------- | ----- | ----------- | --------------------------- |
| Wigry Suwałki | 1133   | 1232–1231 | 962   | 366/239/357 | 1956 – 2009/10 (33)         |

### Podsumowanie występów w Pucharze Polski na szczeblu okręgowym (wojewódzkim)
Podsumowanie występów Wigier Suwałki dotyczy oficjalnych edycji okręgowego/wojewódzkiego Pucharu Polski we wszystkich okręgach których klub brał udział, tj. OZPN Białystok (edycje: 1950, 1952-1975/76), OZPN Suwałki (1976/77-1999/2000) i Podlaskiego ZPN (w sezonach 2000/01-2006/07).
Klasyfikacja przedstawia tzw. miejsca „medalowe” zajmowane przez Wigry.
|               | Ogółem 1m-2m-3m | W edycjach     | OZPN Białystok 1m-2m-3m | OZPN Suwałki 1m-2m-3m | Podlaski ZPN 1m-2m-3m |
| ------------- | --------------- | -------------- | ----------------------- | --------------------- | --------------------- |
| Wigry Suwałki | 16-4-12         | 1955 – 2006/07 | 2-1-5                   | 13-3-5                | 1-0-2                 |

## Wigry II Suwałki

### Liga
- Sezon 2010/11 – Klasa B gr. podlaska II – 1. miejsce (awans)
- Sezon 2011/12 – Klasa A gr. podlaska – 3. miejsce (awans)
- Sezon 2012/13 – Klasa okręgowa gr. podlaska – 6. miejsce
- Sezon 2013/14 – Klasa okręgowa gr. podlaska – 2. miejsce (awans)
- Sezon 2014/15 – IV liga gr. podlaska – 4. miejsce
- Sezon 2015/16 – IV liga gr. podlaska – 16. miejsce (spadek)
- Sezon 2016/17 – Klasa okręgowa gr. podlaska II – 1. miejsce (awans)
- Sezon 2017/18 – IV liga gr. podlaska – 8. miejsce
- Sezon 2018/19 – IV liga gr. podlaska – 6. miejsce (wycofanie po sezonie)
- Sezon 2020/21 – IV liga gr. podlaska – 13. miejsce (spadek)
- Sezon 2021/22 – Klasa okręgowa gr. podlaska – 5. miejsce (wycofanie po sezonie)
- Sezon 2024/25 – Klasa A gr. podlaska – ?. miejsce

### Puchar Polski (Podlaski ZPN)
- Sezon 2010/11 – 1/8 finału
- Sezon 2011/12 – 1/8 finału
- Sezon 2012/13 – 1/8 finału
- Sezon 2013/14 – II runda
- Sezon 2014/15 – IV runda
- Sezon 2015/16 – 1/4 finału

### Puchar Polski (OZPN Suwałki)
- Sezon 1979/80 – 2. miejsce
- Sezon 1994/95 – 2. miejsce

W obu meczach finału Pucharu Polski (OZPN Suwałki) Wigry II Suwałki mierzyły się z pierwszą drużyną Wigier.

## Ciekawostki
- Wigry Suwałki są jednym z nielicznych klubów w II lidze, który posiada własną telewizję internetową[60].
- Paweł Baranowski jest pierwszym suwalczaninem zaproszonym na testy do klubu w Wielkiej Brytanii (na przełomie listopada i grudnia 2007 w West Bromwich Albion)[61] .
- Anatolij Kozłow z Rosji był pierwszym zagranicznym trenerem Wiger. Suwalski klub prowadził w rundzie jesiennej 1995/1996[61] . Obecnie Wigry prowadzi jako drugi trener szkoleniowiec z zagranicy – Litwin Donatas Vencevičius.
- Jedynym wychowankiem Wigier który zdobył gola w meczu międzypaństwowym był Marek Krzywicki (23 kwietnia 1992 roku z Litwą 1:0 w Suwałkach)[61] .
- 20 czerwca 2000 w meczu przeciw Płomieniu Ełk wygranym przez Wigry 4:0, w drużynie suwalczan wystąpiła para ojciec-syn. Byli to: ówczesny 41-letni kapitan zespołu Jarosław Bartosiak i 19-letni Łukasz Bartosiak[62].
- Puchar Polski – OZPN Białystok – 1968/69, 1969/70
- Puchar Polski – OZPN Suwałki – 1978/79, 1979/80, 1981/82, 1984/85, 1987/88, 1988/89, 1990/91, 1991/92, 1992/93, 1994/95, 1995/96, 1998/99, 1999/00
- Puchar Polski – Podlaski ZPN – 2000/01